# Lijst van beschermd erfgoed in Dour
Onderstaande tabel geeft een overzicht van de beschermde erfgoederen in de gemeente Dour. Het beschermd erfgoed maakt deel uit van het cultureel erfgoed in België.
| Object | Bouwjaar/architect | Deelgemeente | Adres                         | Coördinaten                   | Nummer?                | Afbeelding |
| --- | ------------------ | ------------ | ----------------------------- | ----------------------------- | ---------------------- | --- |
| Protestantse tempel |                    |              | rue Albert Ier                | 50° 23' 54" NB, 3° 46' 31" OL | 53020-CLT-0001-01 Info | |
| Kerk Saint-Aubin |                    |              |                               | 50° 22' 24" NB, 3° 48' 17" OL | 53020-CLT-0002-01 Info | |
| Site des Cocars |                    |              |                               | 50° 23' 30" NB, 3° 45' 44" OL | 53020-CLT-0004-01 Info | |
| Huis van het Volk ('du peuple'): gevels, daken en koffiekamer, plaats E. Vandervelde en rue du peuple                                                 |                    |              |                               | 50° 23' 56" NB, 3° 47' 10" OL | 53020-CLT-0008-01 Info | Huis van het Volk ('du peuple'): gevels, daken en koffiekamer, plaats E. Vandervelde en rue du peuple                                                 |
| Huis du peuple de Wihéries: gevels, daken |                    |              |                               | 50° 23' 11" NB, 3° 45' 21" OL | 53020-CLT-0009-01 Info | |
| Huis du peuple d'Elouges: gevels en daken |                    |              | rue du Stade 18, 20, 22 et 24 | 50° 23' 59" NB, 3° 45' 1" OL  | 53020-CLT-0010-01 Info | |
| Steenkolenmijn van Sauwarten: chassis van de wielen of "belle fleur" en de terrils, uitgezonderd de structuren inclusief de machinekamer en trechters |                    |              |                               | 50° 23' 32" NB, 3° 48' 58" OL | 53020-CLT-0011-01 Info | Steenkolenmijn van Sauwarten: chassis van de wielen of "belle fleur" en de terrils, uitgezonderd de structuren inclusief de machinekamer en trechters |
| Oud stadhuis |                    |              |                               | 50° 22' 25" NB, 3° 48' 16" OL | 53020-CLT-0012-01 Info | Oud stadhuis |
| Grafmonument Emmanuel Joseph Bouvez |                    |              | Grand'Place                   | 50° 22' 25" NB, 3° 48' 17" OL | 53020-CLT-0013-01 Info | |
| Orgel van kerk van de Sainte-Vierge |                    |              | Wihéries                      | 50° 23' 8" NB, 3° 45' 8" OL   | 53020-CLT-0014-01 Info | |